# Гінген-ан-дер-Фільс
Гінген-ан-дер-Фільс (нім. Gingen an der Fils) — громада в Німеччині, розташована в землі Баден-Вюртемберг. Підпорядковується адміністративному округу Штутгарт. Входить до складу району Геппінген.
Площа — 10,01 км2. Населення становить 4554 ос. (станом на 31 грудня 2020).